# Bărcănești (Prahova)
Bărcănești is een Roemeense gemeente in het district Prahova.
Bărcănești telt 9464 inwoners.